# Men of the Docks
Men of the Docks est une peinture à l'huile réalisée par l'artiste américain George Bellows en 1912.

## Description
Des hommes, probablement des travailleurs journaliers, ont le regard tourné vers la gauche, tandis qu'un couple de chevaux de trait patiente sur leur droite. Un grand paquebot à vapeur s'impose dans la scène, poussé par un remorqueur qui affronte les glaces dans l'eau du port. Au fond de la composition, de grands gratte-ciels de Lower Manhattan se perdent dans un ciel gris : le dock enneigé représenté est donc celui de Brooklyn ; on voit le haut des piliers du pont de Brooklyn, au dessus du paquebot.

## Histoire du tableau
Ancienne propriété du Randolph College de Lynchburg (Virginie), cette peinture a été vendue en 2014 à la National Gallery de Londres pour 25,5 millions de dollars : c'est la première toile d'origine américaine à intégrer cette institution britannique.